# Estação Massara
Massara (do árabe:حي شبر) é uma das estações 8 estações da linha 2 do metro do Cairo, no Egipto inauguradas em outubro de 1996 na primeira etapa de expansão desta linha.

## Arte no metrô
A estação recebeu um mural pintado sobre os azulejos na parede de uma de suas plataformas de embarque. As pinturas representa uma orelha, um olho e um lábio, relacionando a pintura com o médico de nariz e garganta que deu o nome a estação. A obra de arte foi uma criação de Sami Rafee, falecido artista egípcio e professor de decoração e design de interiores da Faculdade de Belas Artes.

## Poluição sonora
A estação apresentou um nível de ruído fora dos padrões e inadequado, segundo medições feitas no piso inferior que apontaram valores superiores a 100 decibéis.

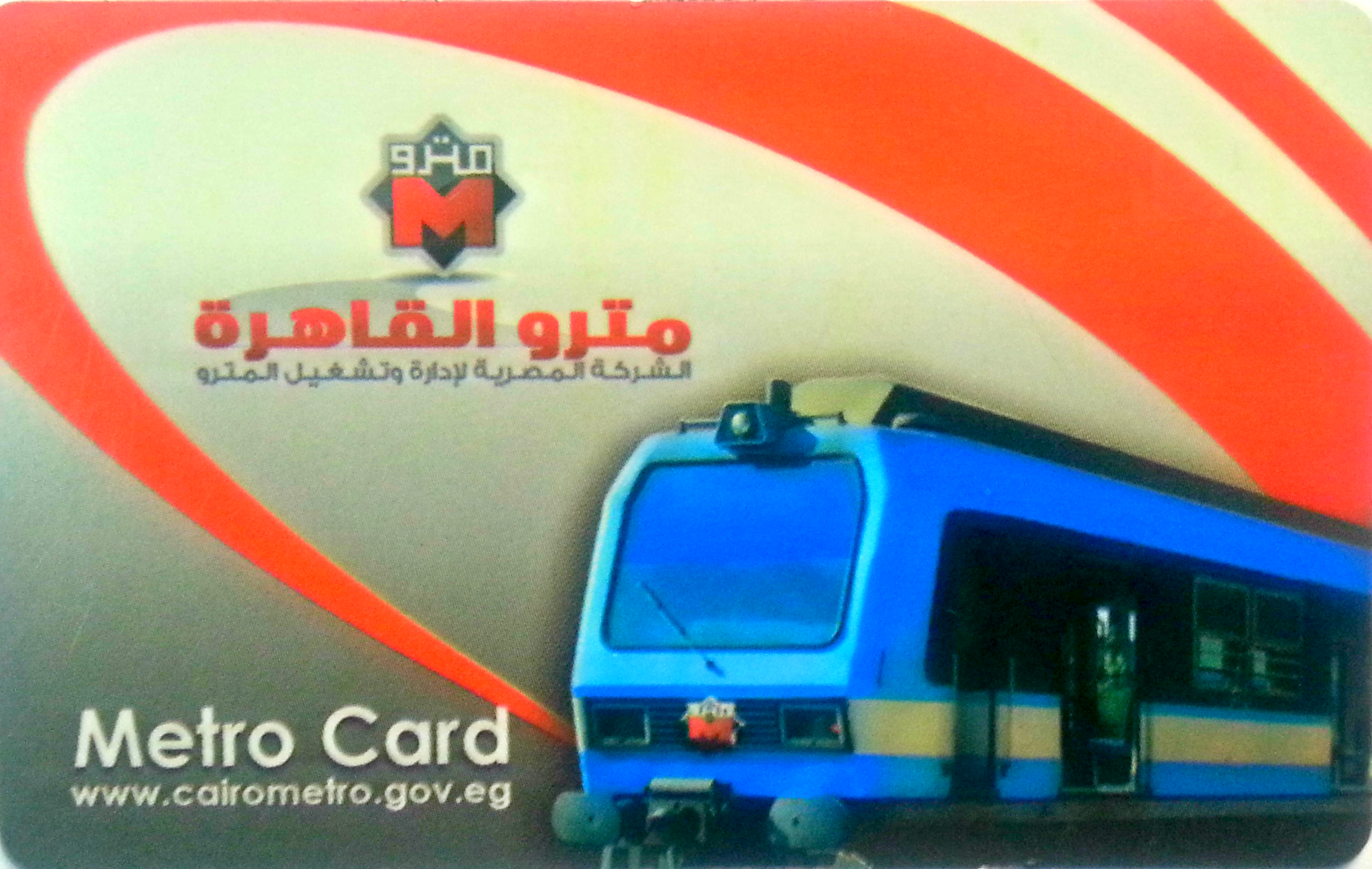
Cartão de acesso por proximidade (Metrô do Cairo).